# Un cœur à prendre
Pour les articles homonymes, voir Heartbeat.
Pour plus de détails, voir Fiche technique et Distribution.
Un cœur à prendre (titre original : Heartbeat) est un film américain réalisé par Sam Wood sorti en 1946.
Il s'agit d'un remake de la comédie de téléphones blancs italienne Battements de cœur (1939) de Mario Camerini avec Assia Noris. Un remake français, intitulé Battement de cœur a également été réalisé par Henri Decoin en 1940, avec Danielle Darrieux dans le rôle principal.

## Fiche technique
- Titre : Un cœur à prendre
- Titre original : Heartbeat
- Réalisation : Sam Wood
- Scénario : Max Kolpé, Michel Duran et Hans Wilhelm
- Adaptation : Morrie Ryskind
- Dialogues : Rowland Leigh
- Production : Raymond Hakim et Robert Hakim
- Société de production : New World Productions
- Distributeur : RKO Radio Pictures
- Photographie : Joseph A. Valentine
- Montage : Roland Gross et J.R. Whittredge
- Musique : Paul Misraki
- Directeur musical : Constantin Bakaleinikoff
- Décors : Lionel Banks
- Costumes : Howard Greer
- Pays d'origine : États-Unis
- Format : noir & blanc - 35 mm - 1,37:1 - Son : Mono
- Genre : Comédie romantique
- Durée : 102 minutes
- Date de sortie :
  - États-Unis : 10 mai 1946 (New York)

## Distribution
- Ginger Rogers : Arlette Lafron
- Jean-Pierre Aumont : Pierre de Roche
- Adolphe Menjou : L'ambassadeur
- Melville Cooper : Roland Latour
- Mikhail Rasumny : Yves Cadubert
- Eduardo Ciannelli : Baron Ferdinand Dvorak
- Mona Maris : La femme de l'ambassadeur
- Henry Stephenson : Le ministre
- Basil Rathbone : Professeur Aristide
- Ivan Lebedeff (non crédité) : Le voleur au bal